# Daytime-Emmy-Verleihung 2018
Die Daytime-Emmy-Verleihung 2018 fand am 29. April 2019 im Pasadena Civic Auditorium in Pasadena, Kalifornien statt. Moderatoren waren Mario Lopez und Sheryl Underwood.
Die Nominierungen wurden in den Hauptkategorien am 25. Januar 2018 und in den Nebenkategorien am 21. März 2018 verkündet. Mit 26 Emmys führte General Hospital die Nominierungsliste an.

## Programmkategorien
| Dramaserie (Outstanding Drama Series) | Digitale Dramaserie (Outstanding Digital Daytime Drama Series) |
| --- | --- |
| - Zeit der Sehnsucht (NBC) - Reich und Schön (CBS) - Schatten der Leidenschaft (CBS) - General Hospital (ABC) | - The Bay (Amazon Prime) - EastSiders (Netflix) - Ladies of the Lake (Amazon Studios) - Tainted Dreams (Amazon Studios) - Venice: The Series (venicetheseries.com) - Zac & Mia (Verizon go90) |
| Entertainment-Talkshow (Outstanding Talk Show-Entertainment) | Informative Talkshow (Outstanding Talk Show-Informative) |
| - The Talk (Syndikation) - Ellen (Syndikation) - Live with Kelly and Ryan (Syndikation) - The Real (Syndikation) - The View (ABC)                                                                                  | - The Dr. Oz Show (Syndikation) - The Chew (ABC) - Larry King Now (Ora TV) - Megyn Kelly Today (NBC) - Steve (Syndikation)                                                                    |
| Frühstücksprogramm (Outstanding Morning Program) | Entertainment News (Outstanding Entertainment News Program) |
| - Good Morning America (ABC) - CBS Sunday Morning - CBS This Morning - Today (NBC) | - Entertainment Tonight (Syndikation) - Access Hollywood (Syndikation) - Daily Mail TV (Syndikation) - E! News (E!) - Extra (Syndikation)                                                     |
| Gerichtssendung (Outstanding Legal/Courtroom Program) | Kochsendung (Outstanding Culinary Program) |
| - Judge Mathis (Syndikation) - Couples Court with the Cutlers (Syndikation) - Divorce Court (Syndikation) - Judge Judy (Syndikation) - Justice with Judge Mablean (Syndikation) - The People’s Court (Syndikation) | - A Chef’s Life (PBS) - Giada Entertains (Food Network) - Lidia's Kitchen (PBS) - The Mind of a Chef (PBS)                                                                                    |
| Spielshow (Outstanding Game Show) | |
| - The Price Is Right (CBS) - Family Feud (Syndikation) - Jeopardy! (Syndikation) - Let's Make a Deal (CBS) - Who Wants to Be a Millionaire? (Syndikation)                                                          | |

## Schauspiel
| Hauptdarsteller in einer Dramaserie (Outstanding Lead Performance in a Drama Series) | Hauptdarsteller in einer Dramaserie (Outstanding Lead Performance in a Drama Series) |
| Hauptdarsteller | Hauptdarstellerin |
| --- | --- |
| - James Reynolds als Abe Carver in Zeit der Sehnsucht - Peter Bergman als Jack Abbott in Schatten der Leidenschaft - Michael Easton als Dr. Hamilton Finn in General Hospital - John McCook als Eric Forrester in Reich und Schön - Billy Miller als Drew Cain in General Hospital            | - Eileen Davidson als Ashley Abbott in Schatten der Leidenschaft - Nancy Lee Grahn als Alexis Davis in General Hospital - Marci Miller als Abigail Deveraux in Zeit der Sehnsucht - Maura West als Ava Jerome in General Hospital - Laura Wright als Carly Corinthis in General Hospital |
| Nebendarsteller (Outstanding Supporting Performance in a Drama Series) | |
| Nebendarsteller | Nebendarstellerin |
| - Greg Vaughan als Eric Brady in Zeit der Sehnsucht - Wally Kurth als Ned Quartermaine in General Hospital - Chandler Massey als Will Horton in Zeit der Sehnsucht - Anthony Montgomery als Dr. Andre Maddox in General Hospital - Greg Rikaart als Kevin Fisher in Schatten der Leidenschaft | - Camryn Grimes als Mariah Copeland in Schatten der Leidenschaft - Marla Adams als Dina Mergeron Abbott in Schatten der Leidenschaft - Susan Seaforth Hayes als Julie Olson Williams in Zeit der Sehnsucht - Elizabeth Hendrickson als Chloe Mitchell in Schatten der Leidenschaft - Mishael Morgan als Hilary Curtis in Schatten der Leidenschaft - Jacqueline MacInnes Wood als Steffy Forrester Spencer in Reich und Schön |
| Kinderschauspieler (Outstanding Performance by a Younger Actor in a Drama Series) | Kinderschauspielerin (Outstanding Performance by a Younger Actress in a Drama Series) |
| - Rome Flynn als Zende Forrester-Dominguez in Reich und Schön - Lucas Adams als Tripp Dalton in Zeit der Sehnsucht - Tristan Lake Leabu als Reed Hellstrom in Schatten der Leidenschaft - Casey Moss als JJ Deveraux in Zeit der Sehnsucht - Hudson West als Jake Spencer in General Hospital | - Chloe Lanier als Nelle Benson in General Hospital - Olivia Rose Keegan als Claire Brady in Zeit der Sehnsucht - Reign Edwards als Nicole Avant Forrester-Dominguez in Reich und Schön - Cait Fairbanks als Tessa Porter in Schatten der Leidenschaft - Eden McCoy als Josslyn Jacks in General Hospital |
| Gastschauspieler (Outstanding Guest Performer in a Drama Series) | |
| - Vernee Watson als Stella Henry in General Hospital - Ryan Ashton als Zach Sinnett in Schatten der Leidenschaft - Robb Derringer als Scooter Nelson in Zeit der Sehnsucht - John Enos als Roger in Zeit der Sehnsucht - Morgan Fairchild als Anjelica Deveraux in Zeit der Sehnsucht         | |

## Moderation
| Gameshow-Moderation (Outstanding Game Show Host) | Talkshow-Moderator Entertainment (Outstanding Entertainment Talk Show Host) |
| --- | --- |
| - Wayne Brady, Let’s Make a Deal - Alex Trebek, Jeopardy! - Chris Harrison, Who Wants to Be a Millionaire? - Pat Sajak, Wheel of Fortune - Steve Harvey, Family Feud                                                                       | - Adrienne Houghton, Loni Love, Jeannie Mai and Tamera Mowry-Housley, The Real - Harry Connick Jr., Harry - Kelly Ripa und Ryan Seacrest in Live with Kelly and Ryan - Whoopi Goldberg, Joy Behar, Sara Haines, Sunny Hostin, Meghan McCain, Paula Faris und Jedediah Bila, The View - Julie Chen, Sara Gilbert, Sharon Osbourne, Aisha Tyler und Sheryl Underwood, The Talk |
| Talkshow-Moderator (Outstanding Informative Talk Show Host) | |
| - Steve Harvey, Steve (Syndikation) - Kit Hoover und Natalie Morales, Access Hollywood Live (NBC) - Dr. Mehmet Oz, The Dr. Oz Show (Syndikation) - Larry King, Larry King Now (Ora TV) - Kellie Pickler und Ben Aaron, Pickler & Ben (CMT) | |

## Produktion
| Drehbuch (Outstanding Writing Team)                                                   | Regie für eine Dramaserie (Outstanding Drama Series Directing Team)                   |
| ------------------------------------------------------------------------------------- | ------------------------------------------------------------------------------------- |
| - Zeit der Sehnsucht - General Hospital - Reich und Schön - Schatten der Leidenschaft | - Zeit der Sehnsucht - General Hospital - Reich und Schön - Schatten der Leidenschaft |

## Lifetime Achievement Awards
- Bill und Susan Seaforth Hayes, Zeit der Sehnsucht
- Sid und Marty Krofft